# ムサ (パルティア王妃)
ムサ（ラテン文字表記：Musa）は、アルサケス朝パルティアの王妃。テア・ムサ、ムーサーなどとも表記される。

## 来歴
イタリア半島で生まれた女奴隷であった。パルティア王フラーテス4世がローマのオクタヴィアヌスと講和を結んだ際に、オクタヴィアヌスからフラーテス4世へと贈られた。
ムサはフラーテス4世の寵愛を得ることに成功し、フラーテス5世（フラータケス）を生んだ。当時彼女は「女神ムサ｣とまで呼ばれている。彼女はフラーテス5世を王位に付けるべく他の王位継承者の排除を追求し、王妃ビステイバナプスと4人の王子をローマに人質として出すよう仕向けるなどして、息子フラーテス5世を後継者とすることに成功した。
一通りライバルがいなくなった後の紀元前2年、ムサはフラーテス4世を毒殺して息子フラーテス5世を即位させ、さらに後には息子フラーテス5世と結婚し、共同統治者となった。しかしこの処置はパルティアの大貴族たちの反発を買い、またフラーテス5世の失政と相まってムサたちは排除され、西暦4年に新たな王オロデス3世が擁立された。しかし、彼もすぐに廃され、フラーテス4世とムサによってローマに人質に出されていた王子の一人、ヴォノネス1世が王となった。